# Trichopeltarion wardi
Trichopeltarion wardi is een krabbensoort uit de familie van de Trichopeltariidae. De wetenschappelijke naam van de soort is voor het eerst geldig gepubliceerd in 1968 door Dell.